# Fernando Sales
Fernando Sales de los Cobos (Siviglia, 12 settembre 1977) è un allenatore di calcio ed ex calciatore spagnolo, di ruolo centrocampista.

## Palmarès
- Coppa UEFA: 1

Siviglia: 2005-2006
- Coppa di Spagna: 1

Siviglia: 2006-2007